# NGC 6603

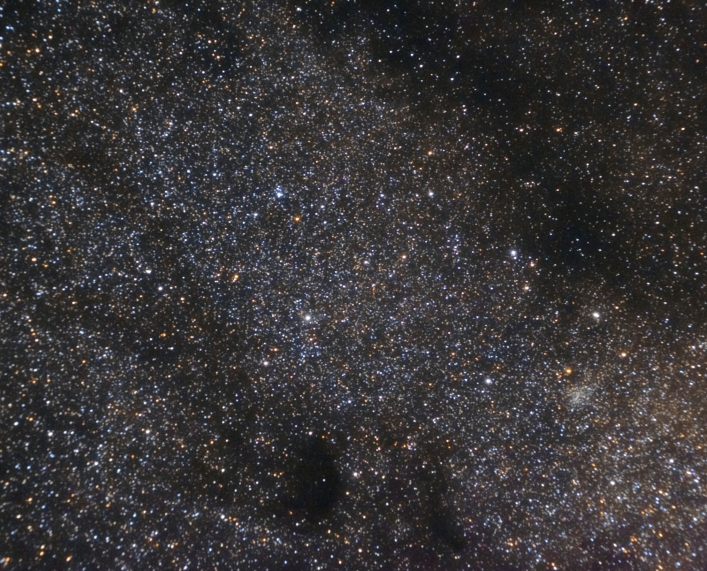

NGC 6603은 궁수자리에 있는 산개 성단으로 오인받은 천체이다. 그러나 NGC 6603은 산개 성단이 아니며 궁수자리의 은하수 일부이다.